# مسجد فاطمة الزهراء (الكويت)
مسجد فاطمة الزهراء، هو مسجد يقع في ضاحية عبد الله المبارك، مدينة الكويت.

## أقسام المسجد
- السرداب 280 مترا فيه الحمامات وموضيات ومخازن
- الدور الأرضي مساحته 1340م2 ويستوعب 1060 مصليا
- الدور الأول 500م2 ويتكون من مصلى للنساء وغرفة وخدمات أخرى ويتسع لـ310 مصليات.

## شكله
يشبه المسجد في تصميمه الطراز المعماري لتاج محل بالهند. وجاءت فكرة بناء المسجد بهذا الشكل نتيجة اعجاب القائمين عليه بالمعلم التاريخي الهندي فتم تنفيذ هذا المشروع بعد موافقة السلطات الهندية. يقول القائمون على المسجد أن الأرض تبرع بها الأمير جابر الصباح أما تكاليف بنائه فجاءت من تبرعات فاعلي الخير. انتهى بناء المسجد في أواخر ديسمبر 2011.